# Fülöp, Hajdú-Bihar
Fülöp  este un sat în districtul Nyíradony, județul Hajdú-Bihar, Ungaria, având o populație de 1.886 de locuitori (2011). 

## Demografie
Componența etnică a satului Fülöp
     Maghiari (94,01%)
     Romi (5,5%)
     Necunoscut (0,31%)
     Români (0,18%)
     Alții (0,31%)
Componența confesională a satului Fülöp
     Greco-catolici (40,93%)
     Romano-catolici (21,58%)
     Reformați (7,53%)
     Fără religie (5,3%)
     Necunoscută (24,66%)
     Alte religii (1,33%)
Conform recensământului din 2011, satul Fülöp avea 1.886 de locuitori. Din punct de vedere etnic, majoritatea locuitorilor (94,01%) erau maghiari, cu o minoritate de romi (5,5%). Apartenența etnică nu este cunoscută în cazul a 0,31% din locuitori. Nu există o religie majoritară, locuitorii fiind greco-catolici (40,93%), romano-catolici (21,58%), reformați (7,53%) și persoane fără religie (5,3%). Pentru 24,66% din locuitori nu este cunoscută apartenența confesională.